# デアデビル: ボーン・アゲイン
『デアデビル: ボーン・アゲイン』（原題、Daredevil: Born Again) は、マーベル・コミックの同名キャラクターを基にマーベル・テレビジョンにて製作されたウェブテレビジョンシリーズである。

## 作品
マーベル・シネマティック・ユニバースに属する作品であり、2015年 - 2018年にNetflixにて発表されたドラマシリーズ『デアデビル』の正統な続編。制作会社はNetflixからディズニーとなったが、出演俳優は全員続投している。
本作のショーランナーであるダリオ・スカルダペインはインタビューにて「我々は全員が以前のドラマシリーズ『デアデビル』の大ファンで、それが本作のテンプレートとなっていました。しかし我々がやりたかったのは、これらのキャラクターに起こったことすべてを取り上げた上で、物語を7年後に進めることでした。登場人物の誰もが年を取って賢くなっているはずです。もしかしたら、そうでない人物もいるかもしれませんが、我々は世界を動かしつつ次のステップに進みたかったのです」と答え、本作の時系列が『デアデビル』シーズン3から7年後であると明かしている。
本作にホワイトタイガー役として出演しているカマル・デ・ロス・レイエスは2023年12月24日に癌により死去しているため、彼の遺作となる。

## ストーリー
デアデビル、フィスク、ポインデクスター。プレジデンシャルホテルでの三つ巴の戦いから7年。マット、フォギー、カレンの3人は法律事務所「ネルソン マードック＆ペイジ」を経営しながら弱者を助け、慎ましくも幸せな日々を謳歌していた。
ある日、馴染みの警察官チェリーが引退する事になり、3人でその引退パーティへと出かける。楽しい談笑で和やかな時間が流れる中、フォギーが証人として匿っていた男からの電話が鳴る。
その男に危険が迫ったため、マットはデアデビルとして救出に向かうが、その隙を突いてある男が店を襲撃する。その男はかつて偽デアデビルとして世間を騒がせたベンジャミン・ポインデクスターであった。

## 登場人物 / キャスト

### 主要人物
マット・マードック / デアデビル
演 - チャーリー・コックス、日本語吹替 - 内田夕夜
昼は盲目の弁護士、夜は犯罪と戦うクライムファイター。
フィスクとは7年前のプレジデンシャルホテルの戦いで、デアデビルの正体を明かさずフォギーとカレンに加害しないことを条件に、ヴァネッサの殺人教唆を秘匿する誓約を結んでいる。
ウィルソン・フィスク（キングピン）とは幾度となく対立を繰り返しており最大の宿敵である。
本作の第1話では、フォギーを銃撃したブルズアイに対して怒りを抑えきれず殺すつもりでビルの屋上から突き落とした。結果的にブルズアイは一命を取り留めたが、自らに課した不殺の誓いを破ったことでデアデビルを引退。
それから1年が経ち、弁護士としては変わらず活動しているものの、事務所は閉鎖してキルスティン・マクダフィーと組んで新しい事務所を立ち上げている。街に連続殺人鬼が出現し、街が救世主を求めたことにより、マットはデアデビルに戻ることを決意する。その後フィスクが結成したAVTFに狙われるものの、フランクキャッスルの協力で無事逃げ切った。フィスクの部隊に立ち向かうために、ニューヨークの自警団チームを結成しようとしている。

### シーズン1
ウィルソン・フィスク / キングピン
演 - ヴィンセント・ドノフリオ、日本語吹替 - 玄田哲章
ヘルズ・キッチンを拠点としたニューヨークの裏社会の犯罪王。デアデビルとは幾度となく対立しており最大の宿敵である。
プレジデンシャルホテルの戦いでデアデビルに敗れ服役していたが、ナディームの証言が無効になり刑務所から出所し、再び犯罪王としての地盤を取り戻し、そのカリスマ性を打ち出して選挙戦に勝利しニューヨーク市長に当選する。
マットとは7年前のプレジデンシャルホテルの戦いで、ヴァネッサの殺人教唆を秘匿することを条件に、デアデビルの正体を明かさずフォギーとカレンに加害しないという誓約を結んでいる。市長になったことにより、あらゆることをできるようになり、汚職警官を集めたAVTF（アンチ・ヴィジランテ・タスクフォース）を結成その後ニューヨークで全てのヒーロー活動を禁止する条例を作り、現在権力を猛烈に振るっている。
カレン・ペイジ
演 - デボラ・アン・ウォール、日本語吹替 - 木下紗華
法律事務所「ネルソン マードック＆ペイジ」で働く秘書でありマットとフォギーの親友。
マットとは以前一度恋仲になるも、現在は親友関係に戻る。フィスクに狙われた時はデアデビルが死守した。
ある事件をきっかけにニューヨークを離れマットとは疎遠になるが、マットが撃たれたことを心配し、フランクにマットを守るよう依頼。マットとフランクがAVTFを片付けた後、彼らと合流して、マットと2人でフィスクに立ち向かうための部隊を結成することを誓う。
フランクリン・“フォギー”・ネルソン
演 - エルデン・ヘンソン、日本語吹替 - 中村章吾
マットと大学時代に同室となって以来の付き合いの唯一無二の親友。一緒に法律事務所を開いたパートナーで、マットと共に今までフィスクと戦った優秀な弁護士。ベニーという窃盗犯の弁護をしたことにより、運悪くこの事件でヴァネッサの犯罪事業が公になる可能性があるとみなされ、第1話にて依頼を受けたポインデクスターに殺害されてしまう。
フランク・キャッスル / パニッシャー
演 - ジョン・バーンサル、日本語吹替 - 坂詰貴之
重火器の扱いに精通した元海兵隊員。家族と過ごしていた時に偶然ギャングの抗争が起き家族を失ったことをきっかけに、法の裁きの及ばない犯罪者を容赦なく抹殺する処刑人「パニッシャー」となる。家族の死に政府の人間たちが関わっていることを知り、政府の闇を暴いた。仇を討った後も犯罪者を制裁している。
フィスクが結成した汚職警官の集まりでもあるAVTF（アンチ・ヴィジランテ・タスクフォース）がマットを殺しにかかったことで、カレンの依頼によりマットと共闘して、大勢を殺害したものの、後に1人で残りの軍勢に挑んだことで捕まってしまうが最後に隙をついて脱獄した。
ヘザー・グレン
演 - マルガリータ・レヴィエヴァ、日本語吹替 - 浅野真澄
キルスティン友人で心の傷を引きずるマットに進めていたセラピスト。キルスティンの強引な手引きで出会い、マットと付き合うこととなる。
ベンジャミン・“デックス”・ポインデクスター / ブルズアイ
演 - ウィルソン・べセル、日本語吹替 - 宮本淳
常人の域を遥かに超えた天性の投擲能力・狙撃能力を持つ元FBIのサイコパスの殺し屋。
7年前のプレジデンシャルホテルでの三つ巴の戦いで、フィスクに背骨（胸椎）を粉々に砕かれるという再起不能の重傷を負わされるが、オーヤマ博士なる医師に「コグミアム・スティール」という金属を骨格に移植されたことで強靭な骨格を得て再起した。
本作では射的のマークが入った青色の戦闘服で身を包んた殺し屋「ブルズアイ」としてマットら3人へ復讐しようと襲撃を仕掛ける。激闘の末フォギーネルソンが命を落としてしまい、マットの逆鱗に触れビルの屋上から突き落とされる。命を取り留めるも逮捕、裁判で終身刑となる。
しかし、その後脱獄し現在逃亡中。
ユスフ・カーン
演 - モハン・カプール 日本語吹替 - 岩崎ひろし
カマラ・カーン / ミズ・マーベルの父親で銀行の支店長補佐。マットの事務所の融資担当として登場。他愛も無い世間話の中で娘のカマラであるミズ・マーベルを激推ししていた。そんな中で銀行強盗に襲撃を受けてしまう。
ヴァネッサ・フィスク
演 - アイェレット・ゾラー、日本語吹替 - 佐竹海莉
フィスクの最愛の妻。フィスクがプレジデンシャルホテルでの戦いで重傷を負い投獄中には、彼に代わりニューヨークの裏社会のパワーバランスの均衡を維持してきた。
『デアデビル』シーズン3ではフィスクの犯罪事業に加担しFBI捜査官の殺害を命じた。その殺人教唆罪の証拠をマットは握っており、それを秘匿することを条件に、フィスクはデアデビルの正体の秘匿とフォギーとカレンには手出ししないという誓約をマットと結んでいる。
だが、実はフォギーネルソンの殺害をポインデクスターに依頼したのは彼女だった。
キルスティン・マクダフィー
演 - ニッキー・M・ジェームズ、日本語吹替 - 林りんこ
ヘクター・アヤラ / ホワイトタイガー
演 - カマル・デ・ロス・レイエス、日本語吹替 - 喜山茂雄
魔法のお守りタイガーアミュレットを身につけ犯罪と戦うストリートヒーロー。
ある夜、駅で暴行を受ける青年を助けようと割って入った際に足を滑らせたリンチ犯が電車に引かれて死亡したために殺人の罪で告発され有罪となる。その後、マットの弁護を受けて逆転無罪となるも、パニッシャーの信者によって殺害されてしまった。
バスティアン・クーパー / ミューズ
演 - ハンター・ドゥーハン、日本語吹替 - 石毛翔弥
繋ぎのような汚れた白い服装と不気味なフェイスペイントをした猟奇殺人鬼。
一般人を殺してはその死体と、抜き取った血液で壁画アートを作る。
ジャック・デュケイン
演 - トニー・ダルトン 日本語吹替 - 速水奨
ニューヨークの上流階級である刀剣愛好家。
ダニエル・ブレイク
演 - マイケル・ガンドルフィーニ、日本語吹替 - 浦和希
アダム
フィスクがエコーから受けた傷を治療中にヴァネッサから離れていた時期に付き合っていた不倫相手。姿を晦ましたためにヴァネッサは探しているが、実はフィスクが監禁していた。その後ヴァネッサに射殺された。

### シーズン2
ジェシカ・ジョーンズ
演 - クリステン・リッター
TBA
演 - マシュー・リラード

## スタッフ
- ショーランナー：ダリオ・スカルダパン
- 脚本：ダリオ・スカルダパン
- エピソード監督：ジャスティン・ベンソン&アーロン・ムーアヘッド
- スタントコーディネーター：フィリップ・シルベラ[6]

## エピソード一覧
| シーズン | シーズン | エピソード | 配信日       |
| -------- | -------- | ---------- | ------------ |
|          | 1        | 9          | 2025年       |
|          | 2        | 9          | TBA          |
| トータル | トータル | 18         | 2025年 – TBA |

## 製作

### 企画
2022年7月23日（米国時間）にマーベル・スタジオがサンディエゴ・コミコンにて2024年春にDisney+で配信されると発表した。Netflixによる『Marvel デアデビル』よりデアデビル/マット・マードック役のチャーリー・コックスとウィルソン・フィスク/キングピン役のヴィンセント・ドノフリオが同役で続投する。シリーズは全18話構成となる。
2023年9月下旬、ケヴィン・ファイギ含むマーベル・スタジオの幹部陣は、完成した映像を評価し、作品として満足できる出来ではないと判断し、脚本・製作総指揮を務める予定であったマット・コーマン&クリス・オードと、今後のエピソード監督を含む監督陣を一斉解雇した。撮影が2023年3月ごろから開始されたのち、全米映画俳優組合（SAG-AFTRA）のストライキを受けて6月中旬から中断されているが、すでに全18話の半分以下が撮り終わっていたという。
2024年10月、ニューヨーク・コミコンにて、アメリカでのDisney+配信開始日が2025年3月4日になることが発表された。日本では同月5日に配信を開始した。
2025年4月16日、2026年3月にシーズン2の配信を開始することを発表した。シーズン2ではジェシカ・ジョーンズの登場も発表されており、デアデビルと同じく、Netflixのテレビドラマ版でジェシカ役を演じていたクリステン・リッターが続投する。